# 증권관리위원회 규칙 10b-5
증권관리위원회 규칙 10B - 5은 17CFR에서 부여된 그 권한을 기반으로 미국 증권 관리위원회에 의해 공포된 증권관련 사기에 대한 중요한 규칙이다. 본 규칙은 1934년 증권 거래소 법에 의해 제정되었고 내부자거래를 규정하고 있다.  한국의 증권거래법 제207조의 2 제1항과 제188조의 4 제4항과 유사하다. 

## 역사
1942년에 미국 증권관리 위원회 보스턴 지역 사무소의 변호사는 동시에 회사의 주식을 구입하면서 회사의 사장이 회사의 비관적 실적발표를 한 것을 알게 되었다. 

## 내용
규칙은 중대한 허위 진술을 기준으로 사기 또는 만들기 위해 어떤 방식의 유가 증권 매매의 다른 방법으로 사용 사기의 주간 통상의 방법 · 사용을 금지하고 있다. 내부자는 모두 유가 증권을 매매 내부 정보 또는 공개해야한다. 내부 또한 잘못된 목적을 위해 회사에 대한 정보를 기울 책임을 질 수 있다.

## 같이 보기
- 미국 증권관리위원회
- 내부자 거래

## 참고 문헌
- 임재연, 미국증권법, 박영사, 2009. ISBN 9788971890448
- 신영식, 자본시장법상 부정거래행위의 규제에 관한 연구, 한양대학교, 2013.
- 성승제, SEC 규칙 10b-5 투자자보호, 영산대학교 법률연구소, 2009년
- 우홍구, 미국 연방증권법상의 불공정한 주식거래에 관한 고찰 : Rule 10b-5를 중심으로, 일감법학 2('97.12) pp.21-35 1975-9789, 건국대학교법학연구소, 1997